# Samye Ling
Pour les articles homonymes, voir Ling.

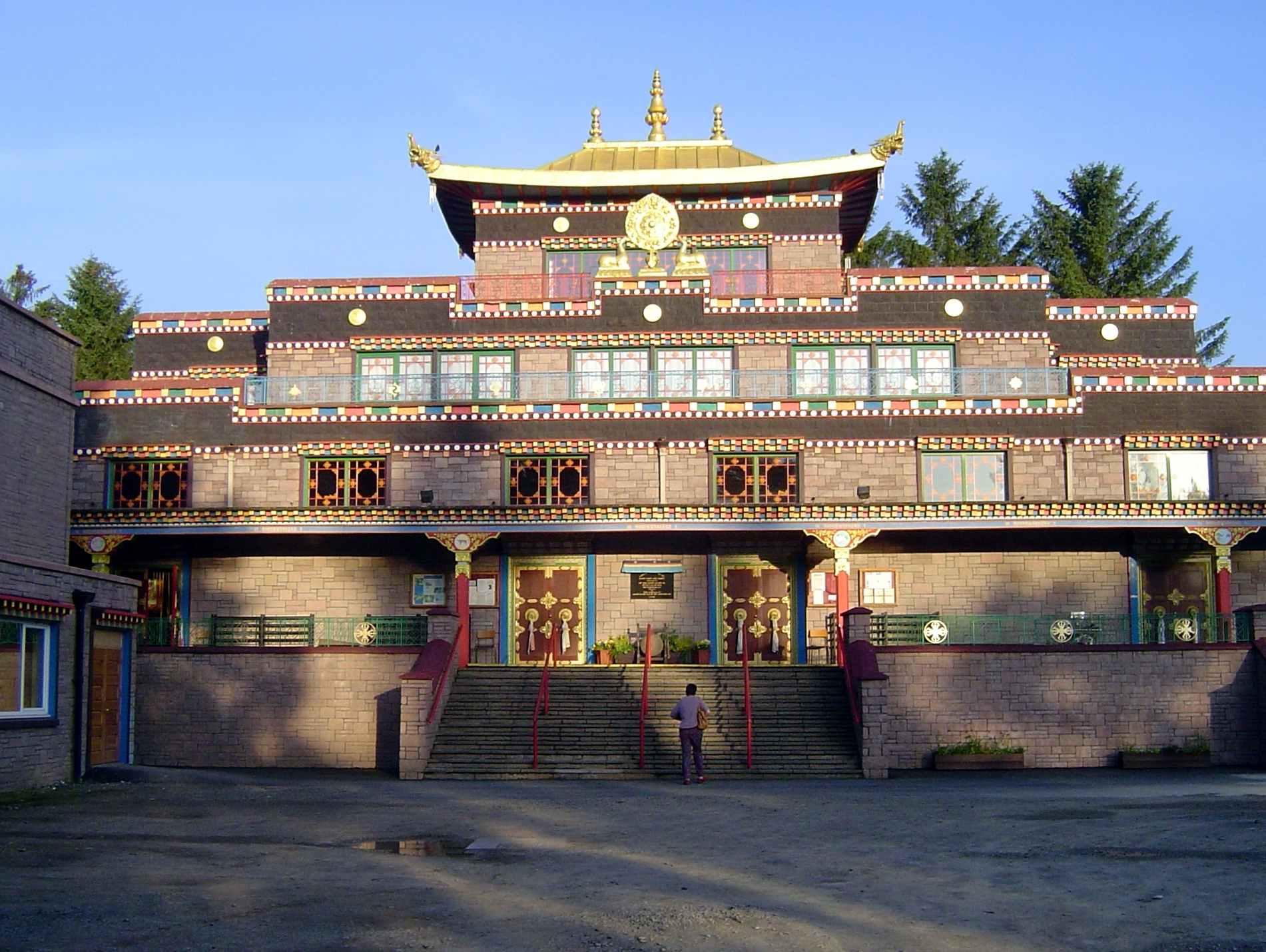
Le monastère Kagyu Samye Ling et le Centre Tibétain

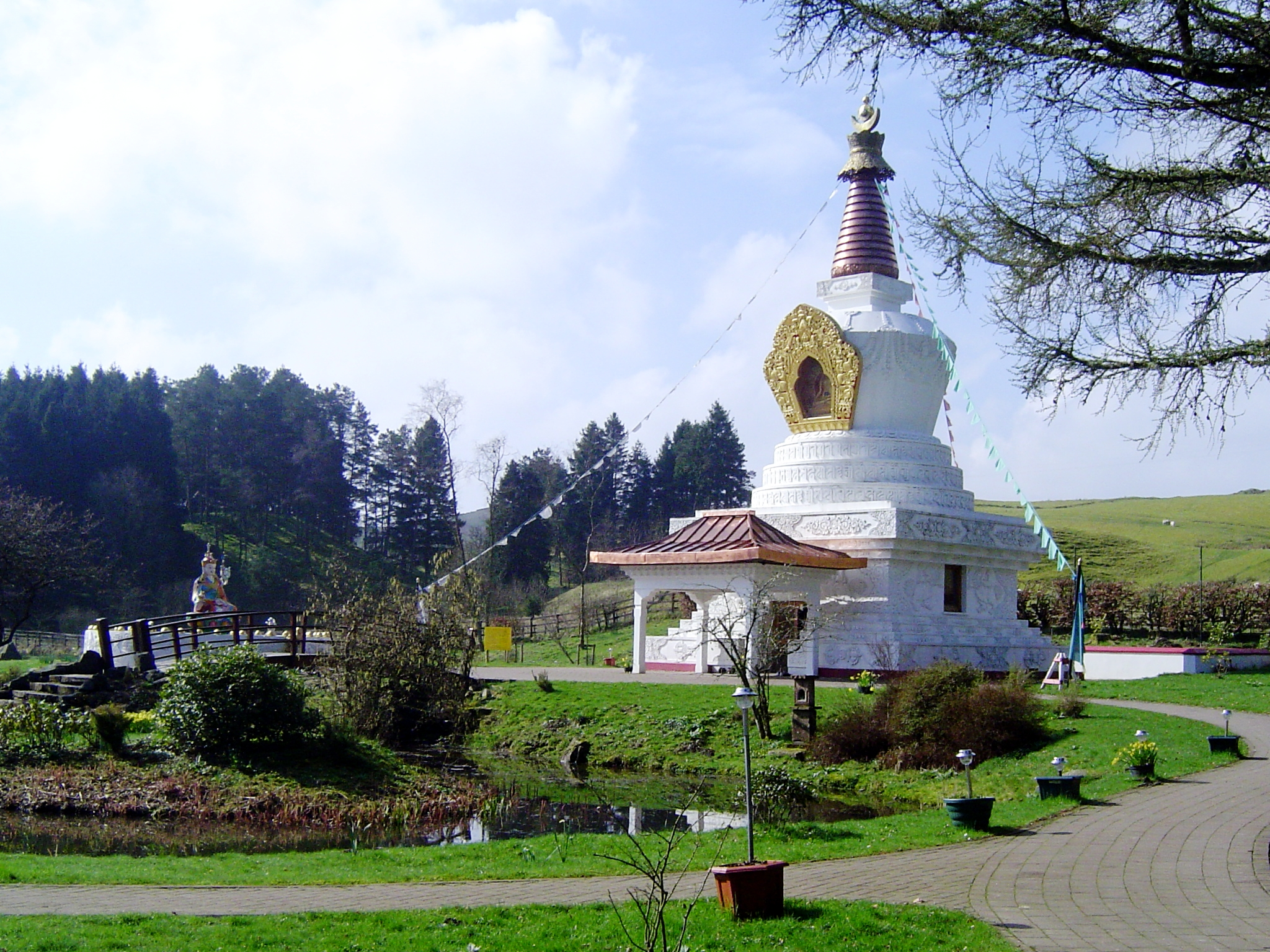
Stûpa principal du monastère

Le monastère Kagyupa Samye Ling, fondé en 1967 par Chögyam Trungpa Rinpoché et Akong Rinpoché  en Écosse, fut le premier centre de pratique du bouddhisme tibétain en Occident. Il est situé à Eskdalemuir, près de Langholm (Dumfries and Galloway).

## Histoire
Le bâtiment qui abrite actuellement Samyé Ling a été fondé par un moine canadien du Theravada appelé Anandabodhi. Il s'engagea ensuite dans la tradition tibétaine du Mahayana et fut intronisé Namgyal Rinpoché par le 16e Karmapa. En 1967, les Theravadins ont vendu le centre à deux lamas tibétains en exil, Chögyam Trungpa Rinpoché et Akong Rinpoché, qui le renommèrent Samyé Ling. Samye se rapporte au nom de la première université monastique bouddhiste du Tibet, et Ling signifie grande maison en tibétain. Le centre, en particulier à cause de la popularité de Chögyam Trungpa, fut fréquenté par des artistes tels que David Bowie et Leonard Cohen.
Plus tard, Chögyam Trungpa Rinpoché fonda d'autres centres aux États-Unis et ailleurs. Le centre s'est épanoui et s'est développé grâce aux conseils d'Akong Rinpoché et de son frère Lama Yeshe Losal, qui assume les fonctions d'abbé et de maître de retraite. Le centre inclut le 1er temple tibétain construit en Europe, un grand stûpa et des logements pour ceux qui prennent des cours de bouddhisme et de méditation.
Sous les conseils de l'artiste tibétain Sherab Palden Beru, Samyé Ling est également devenu un centre pour la création, la réparation et la restauration de thangkas. Depuis les années 1970 Sherab a formé nombre d'artistes occidentaux dans les techniques de création de thangkas. Les murs de temple sont décorés d'œuvres de Sherab Palden Beru et de ses étudiants occidentaux. Des sculptures monumentales sont également effectuées au centre sous la direction d'experts tibétains. Le centre comporte beaucoup d'exemples de leur travail, tels une statue de Nagarjuna.
La Communauté bouddhiste de Samye Ling a fait l'acquisition de Holy Isle, une île de l'Écosse.

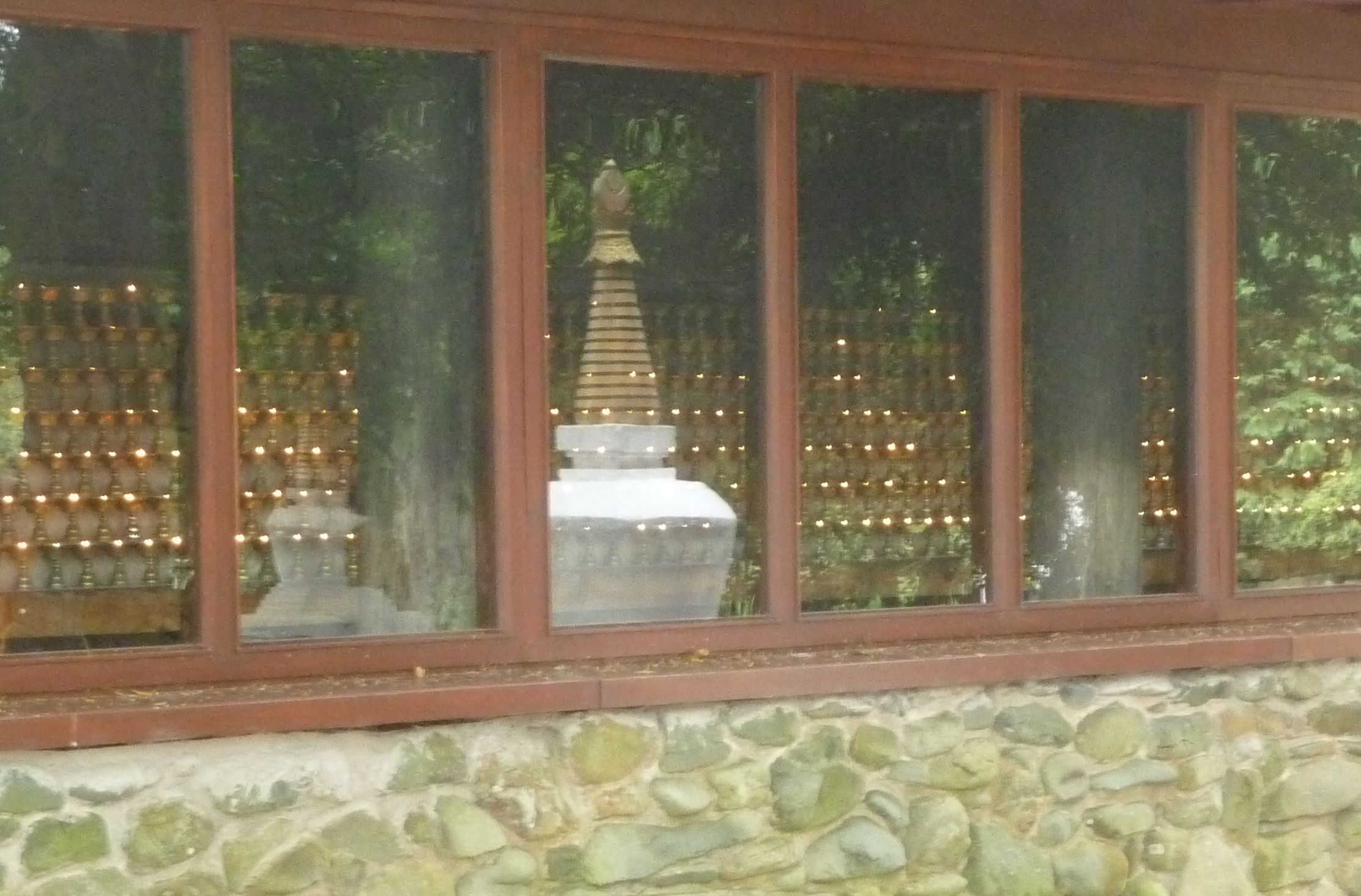
Butterlamp House
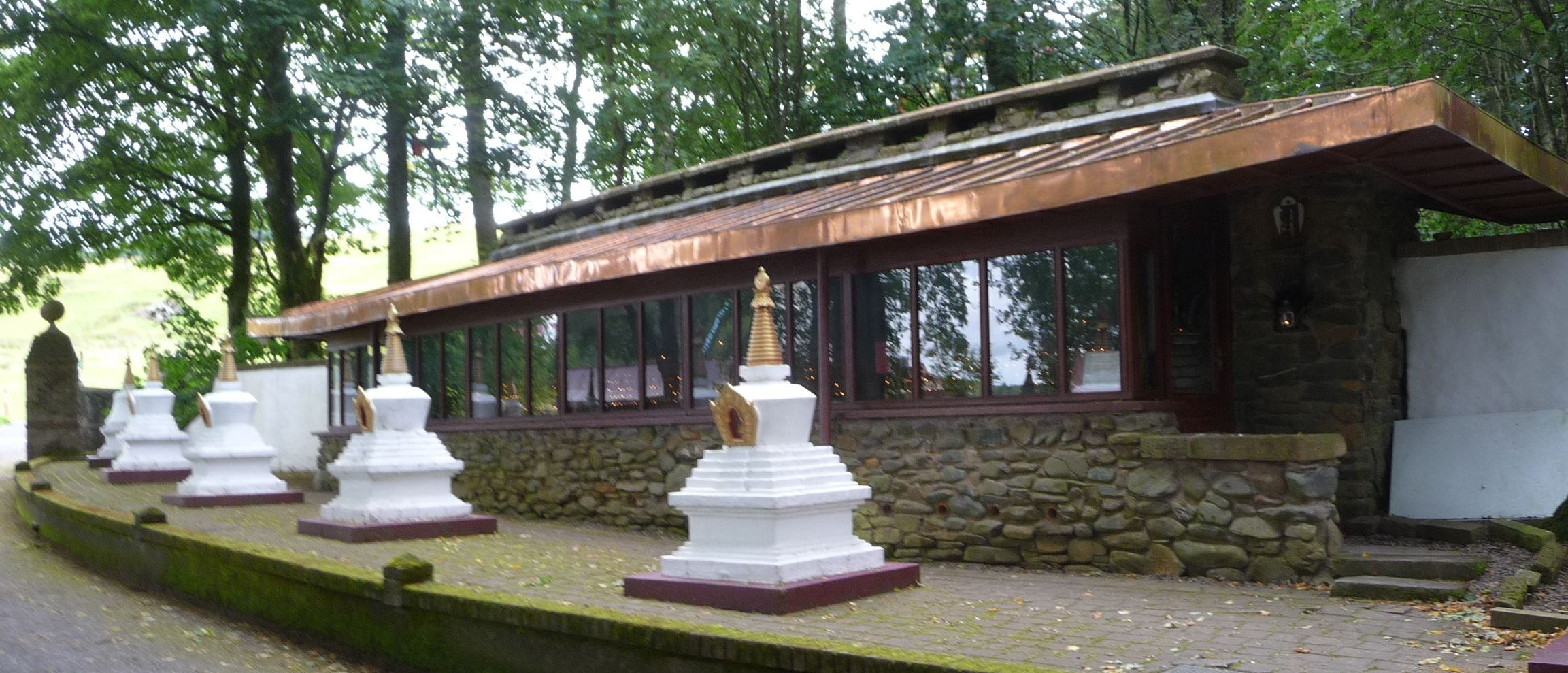
Les huit stûpas
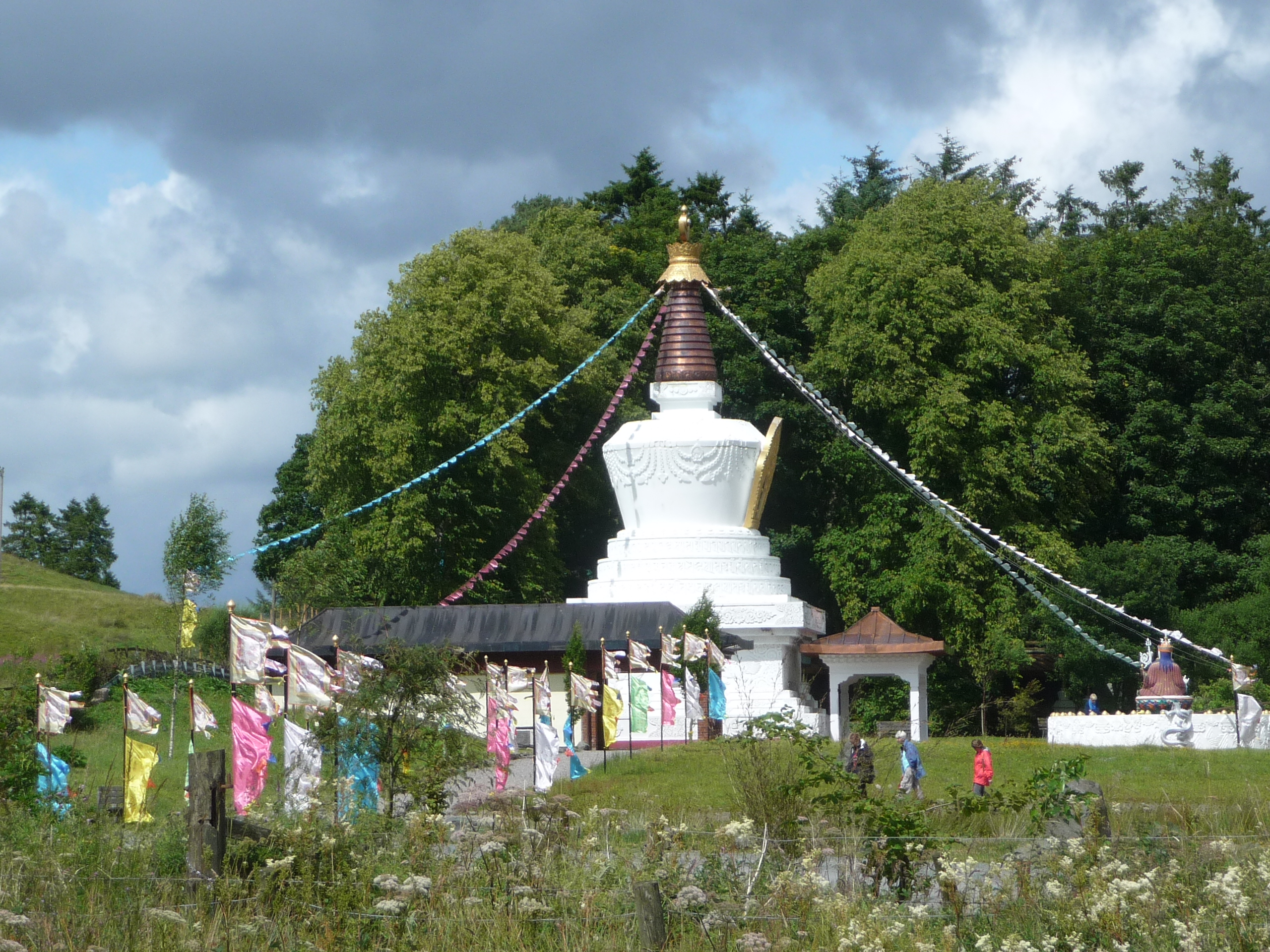
Stûpa de la victoire
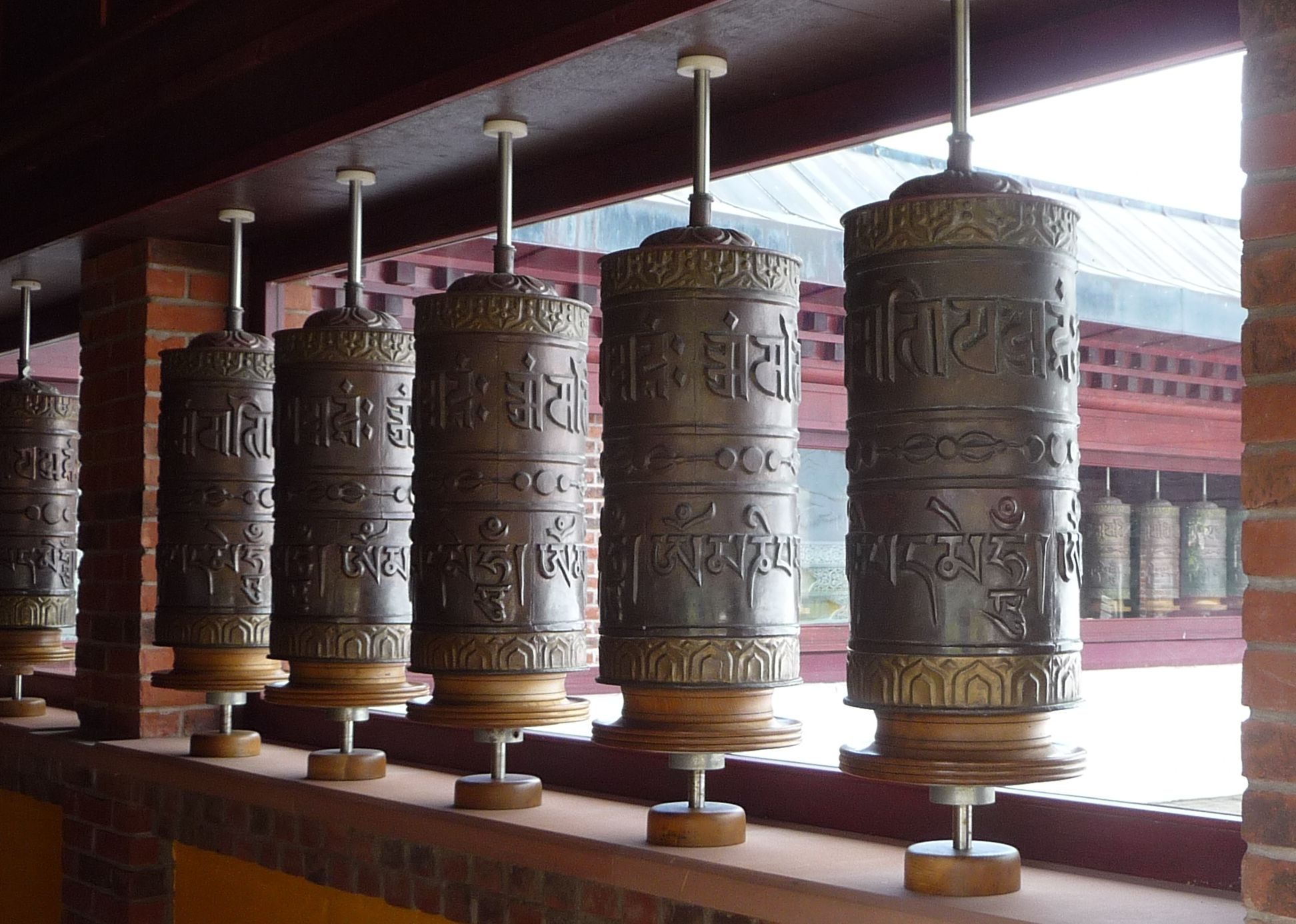
Prayer Wheel House (moulins à prières)
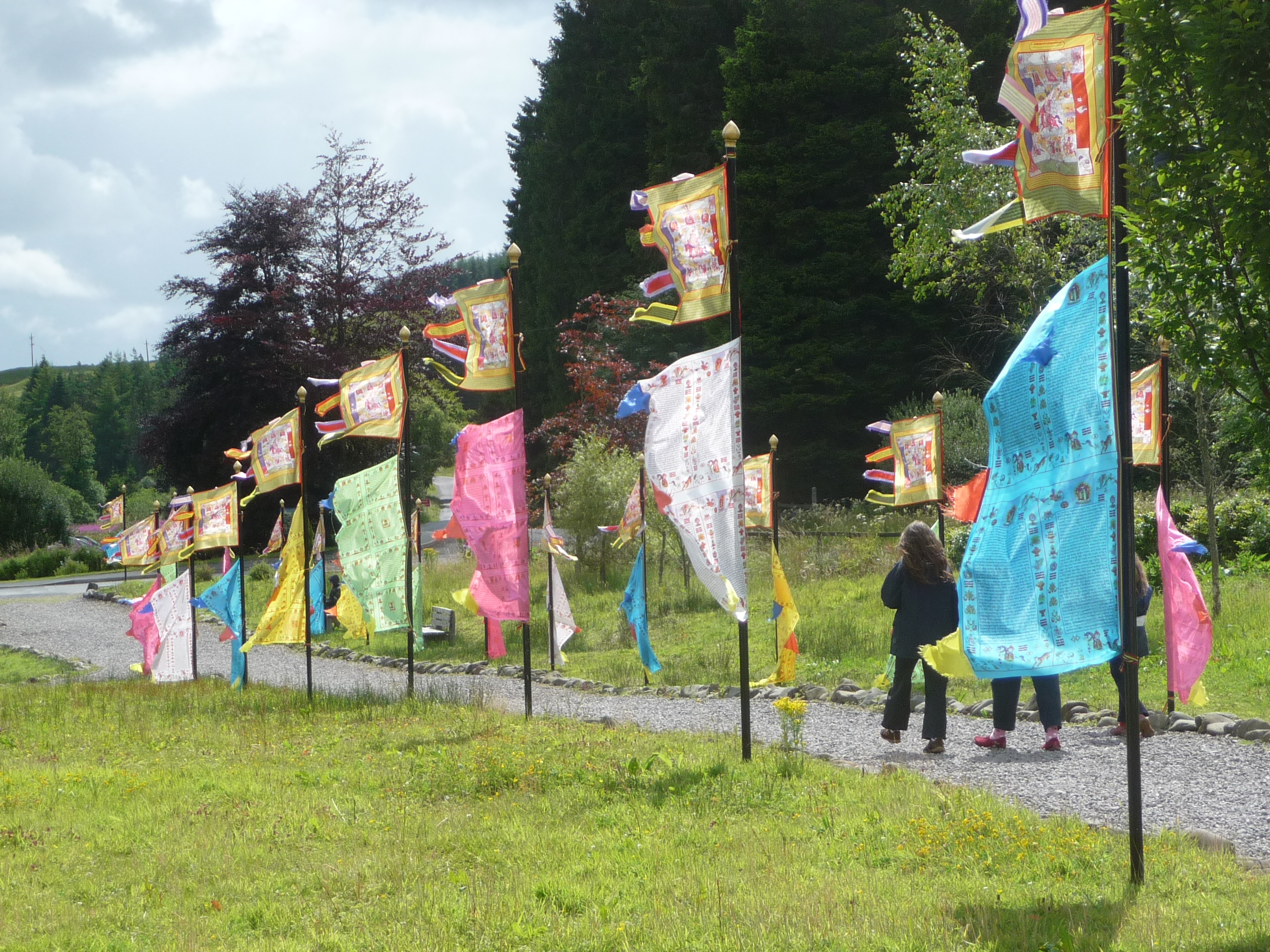
Drapeaux de prières
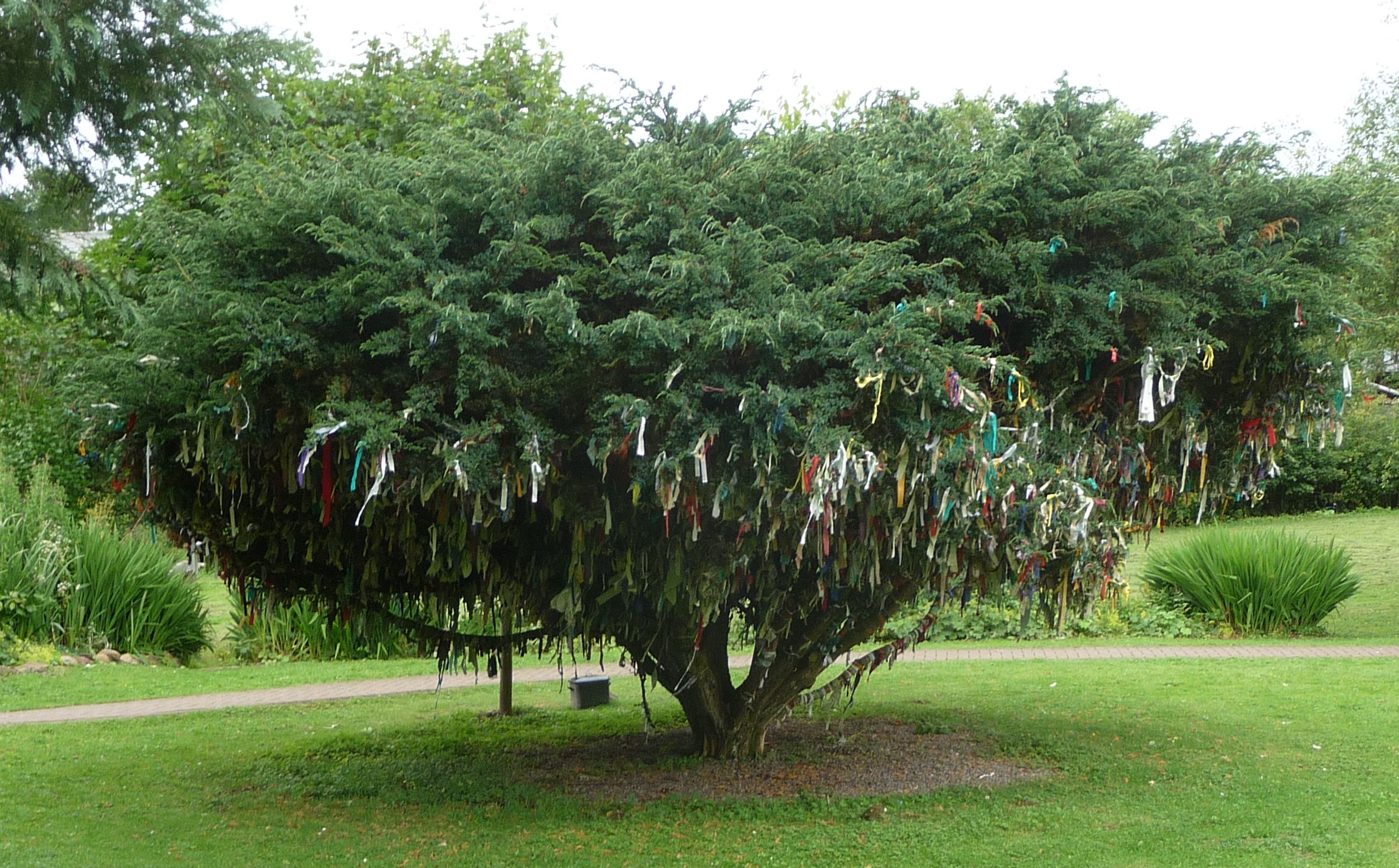
Garden of World Peace (Arbre à prières)
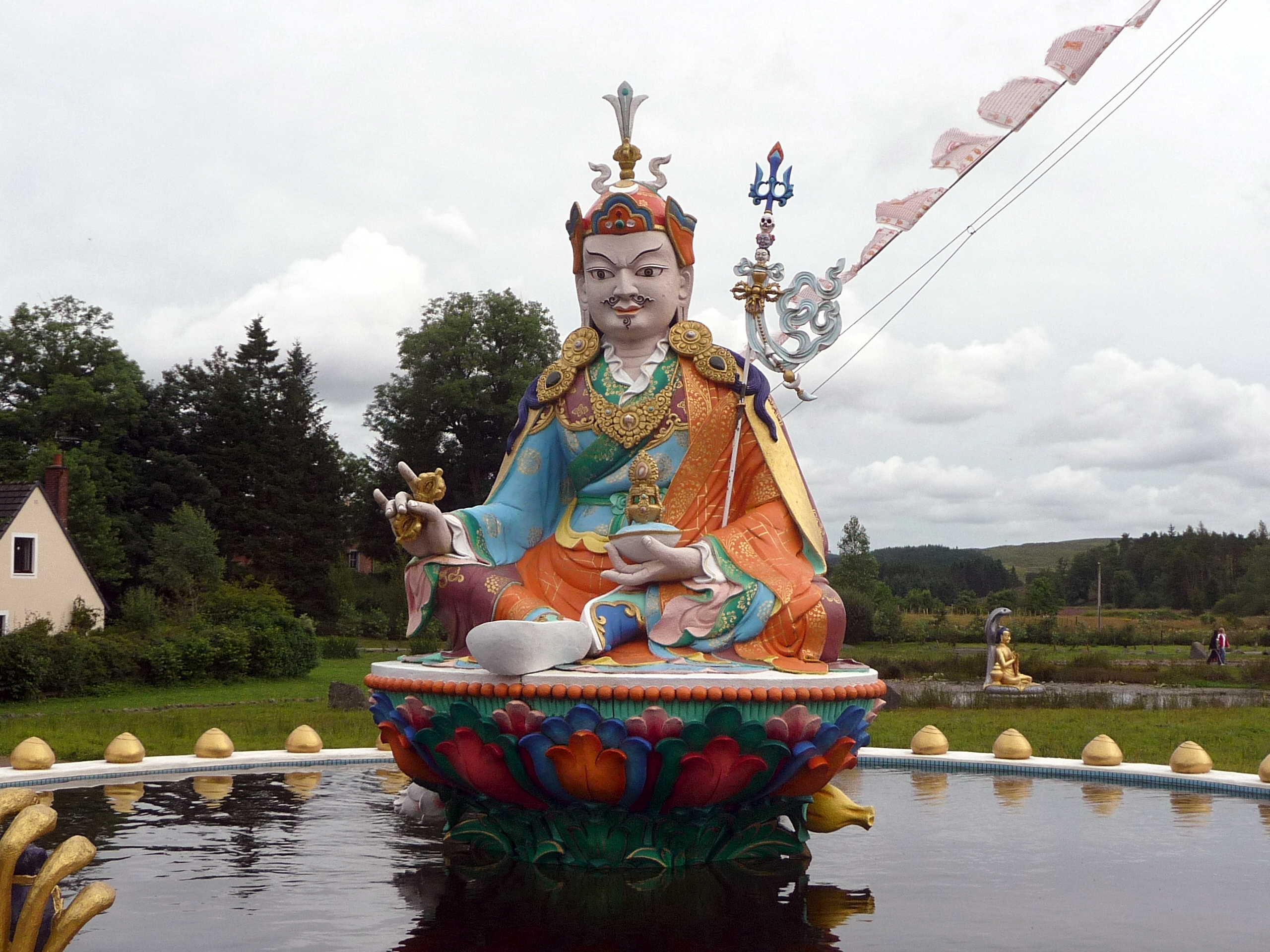
Mare Rinpoche
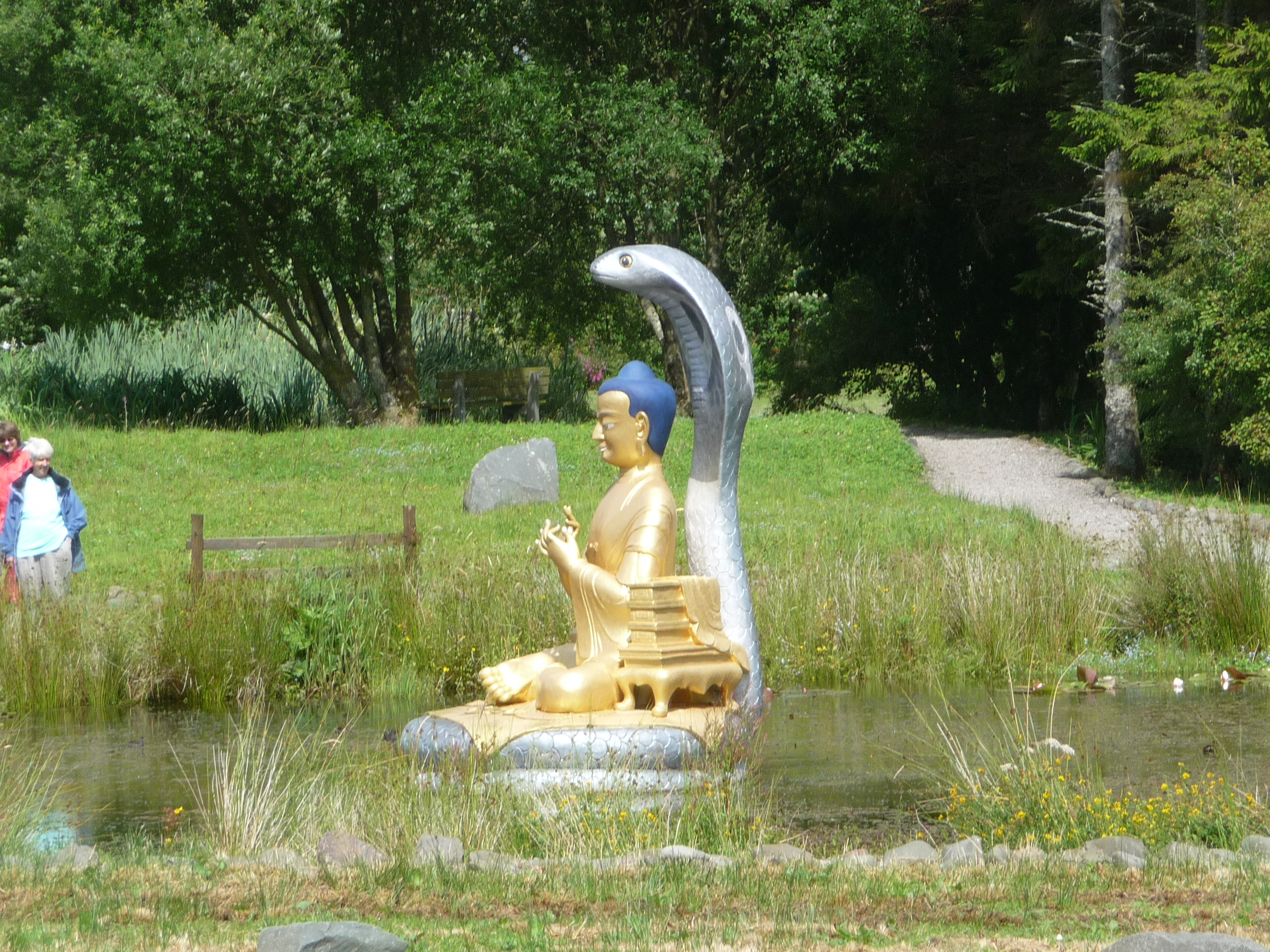
Mare Nagarjuna
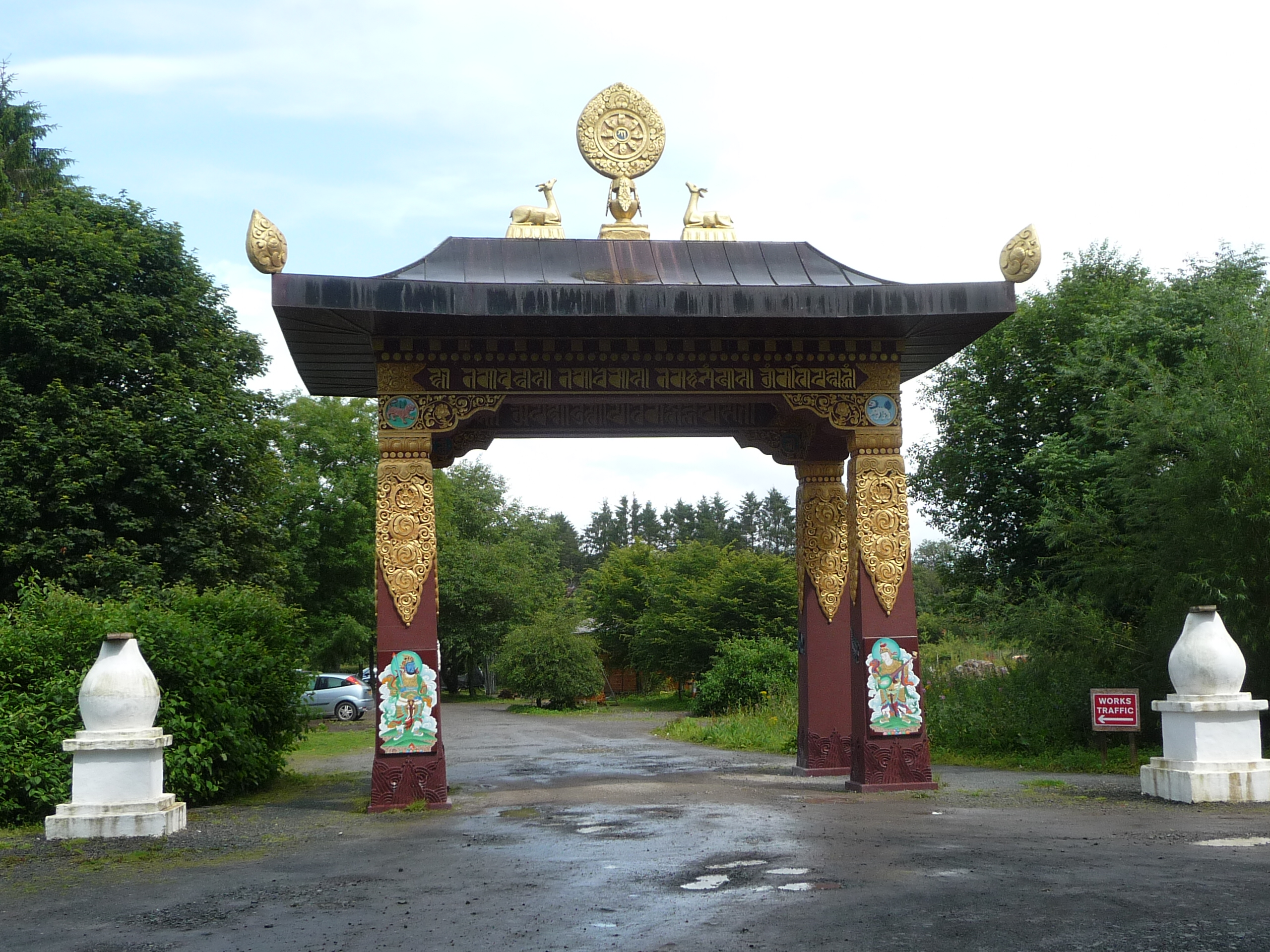
Samye Liberation Gate
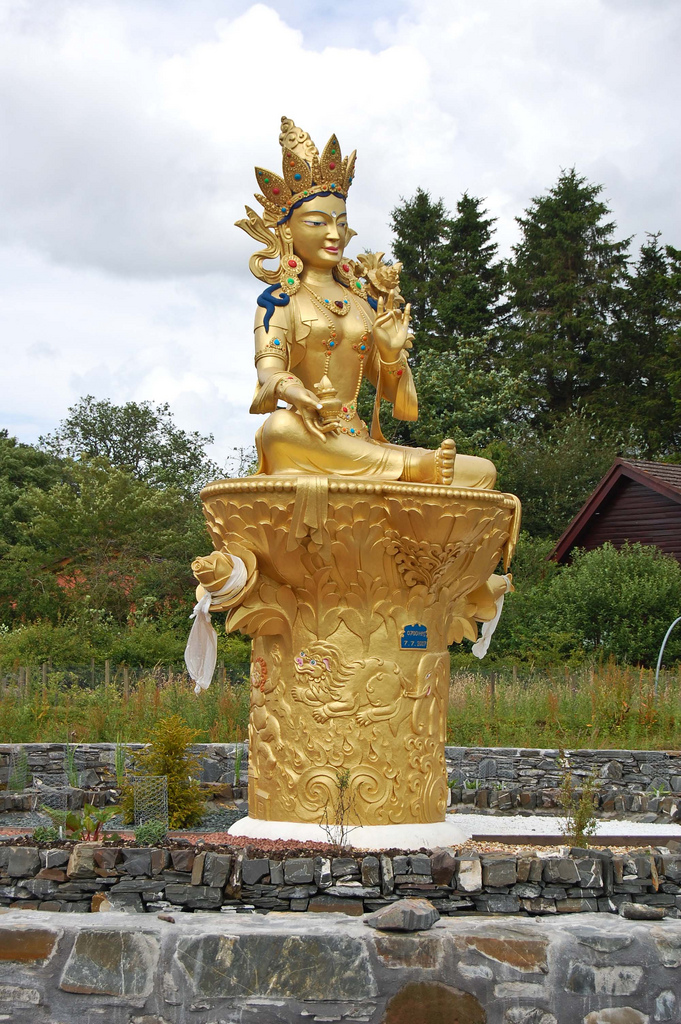
Statue de Tara verte
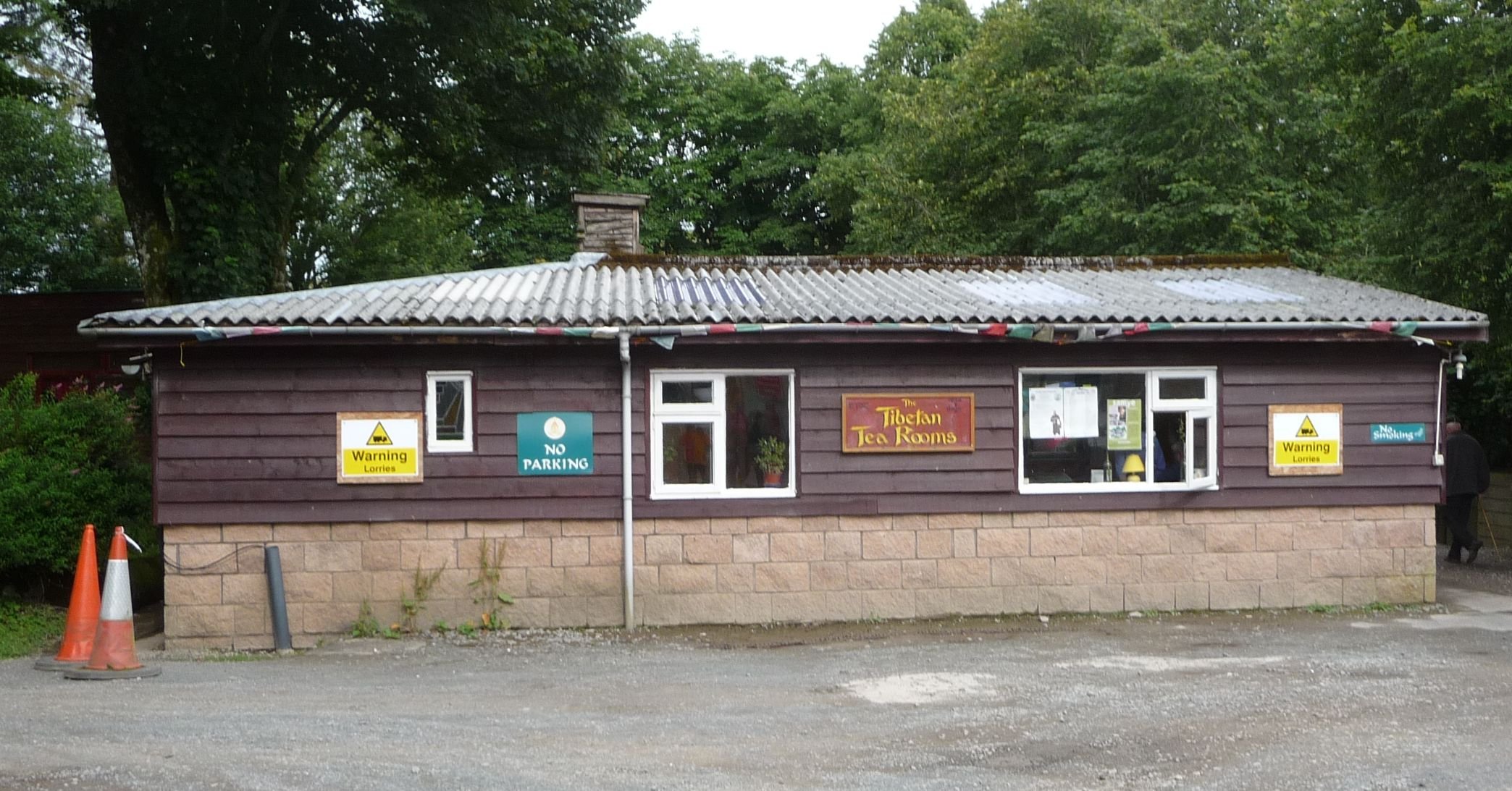
Salon de thé tibétain
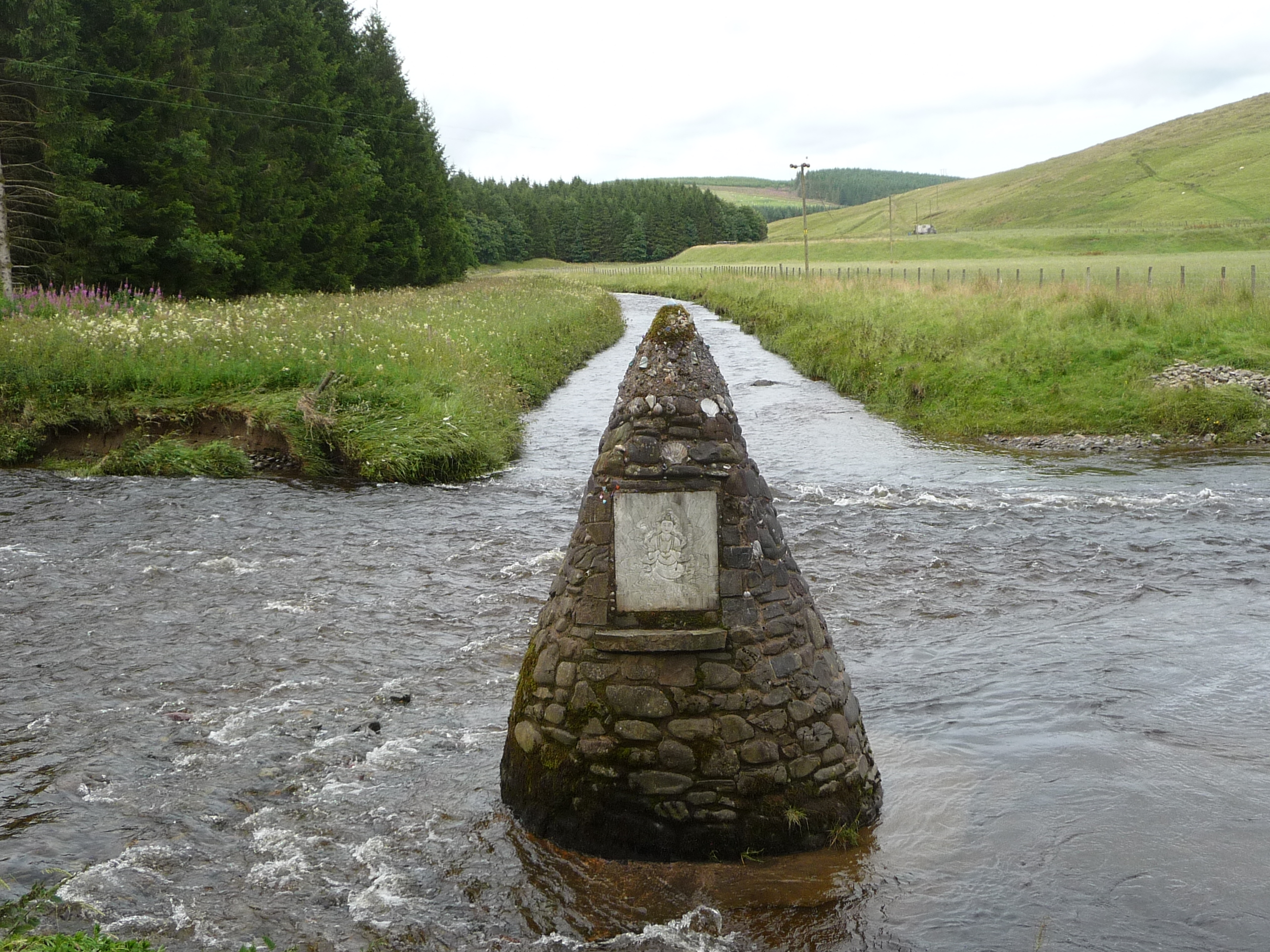
Naga House (maison du Nâga, sur la rivière Esk)